# Hans Schnitger

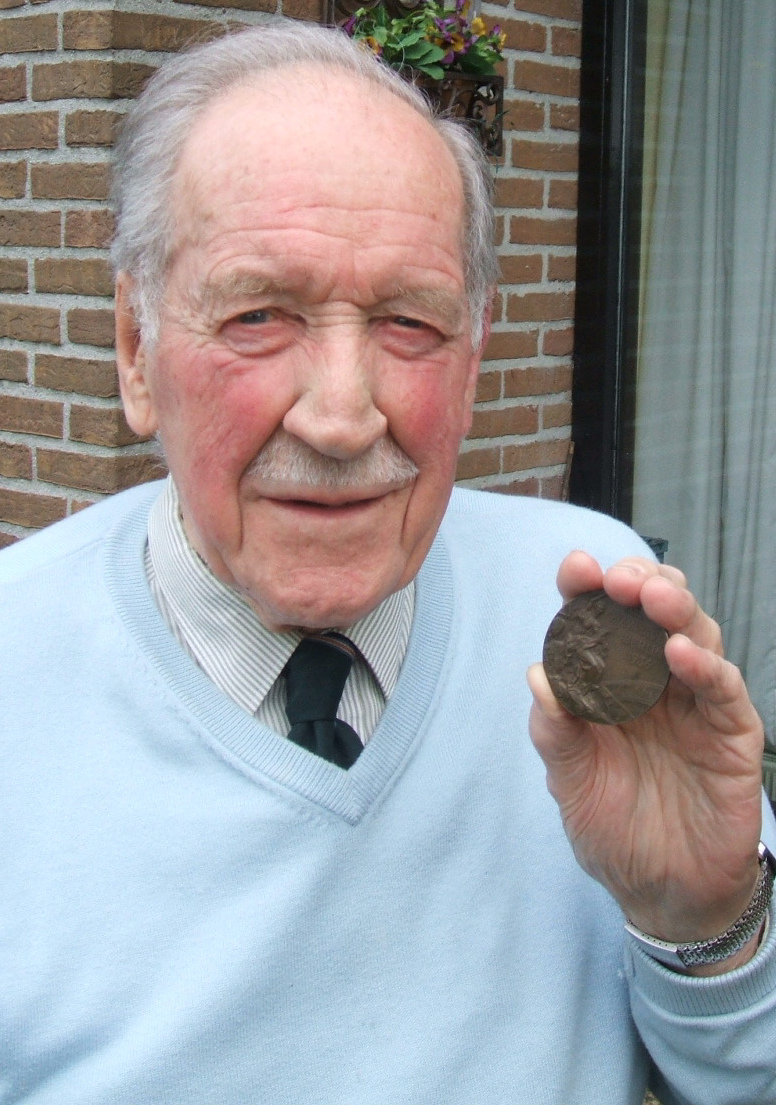
Hans Schnitger

Hans Schnitger, född 5 augusti 1915 i Enschede, död 1 mars 2013 i Delden, var en nederländsk landhockeyspelare.
Schnitger blev olympisk bronsmedaljör i landhockey vid sommarspelen 1936 i Berlin.